# João Guido
João Guido foi prefeito de Uberaba, e também deputado federal. Tomou posse em Janeiro de 1967, renuncia em 1970 para ocupar uma vaga na câmara federal. Foi o arquiteto do estádio Uberabão, que leva o seu nome. Filho de Santos Guido, tradicional industrial e homem de negócios da cidade de Uberaba, e Adelina Ferreira Guido, formou-se em Engenharia pela Escola Politécnica da Universidade de São Paulo, em 1942. Durante o curso fez estágio no IPT, Instituto de Pesquisas Tecnológicas, da USP.